# 马德里格拉斯
马德里格拉斯，是西班牙卡斯蒂利亚-拉曼恰自治区阿尔瓦塞特省的一个市镇。 总面积73km², 总人口4493人（2001年），人口密度62人/km²。